# The Andy Warhol Diaries
The Andy Warhol Diaries (em português, Os diários de Andy Warhol) são um trabalho póstumo do artista estadounidense Andy Warhol, editados por sua secretária Pat Hackett. Foram publicados pela primeira vez pela Warner Books com uma introdução por Hackett.
Este livro de 807 páginas começa em 24 de novembro de 1976 e termina onze anos depois, em 17 de fevereiro de 1987, apenas alguns dias antes de sua morte. É uma versão condensada por Hackett do diário de mais de 20.000 páginas do artista.

## História
A partir do começo do outono de 1976, de segunda a sexta, Warhol e Hackett conversavam no telefone toda manhã por volta das nove, e ele contava-lhe sobre os eventos do dia anterior. (As anotações do final de semana era feitos na segunda seguinte numa sessão mais longa). Hackett transcrevia o monólogo numa prancheta legal. Mais tarde, de manhã, ela usaria uma máquina de escrever para criar as páginas do diário. "Qualquer que fosse seu objetivo mais amplo", escreve Hackett, "seu mais estrito, satisfazer os auditores de impostos, estava sempre na mente de Andy". O Internal Revenue Service fazia auditorias com Warhol anualmente.
Os diários foram publicados em 1989, depois da morte de Andy, em fevereiro de 1987, sem um índice. Índices não autorizados apareceram como publicações separadas. Edições mais novas do livro contém um índice autorizado.